# Balsam Lake, Ontario
Balsam Lake är en sjö i Kanada.   Den ligger i kommunen Kawartha Lakes och provinsen Ontario, i den sydöstra delen av landet, 270 km väster om huvudstaden Ottawa. Balsam Lake ligger 253 meter över havet. Arean är 51 kvadratkilometer. Den sträcker sig 17,1 kilometer i nord-sydlig riktning, och 8,7 kilometer i öst-västlig riktning. Samhället Coboconk (800 invånare) ligger vid sjön.